# رخداد ۴٫۲ هزار سال پیش

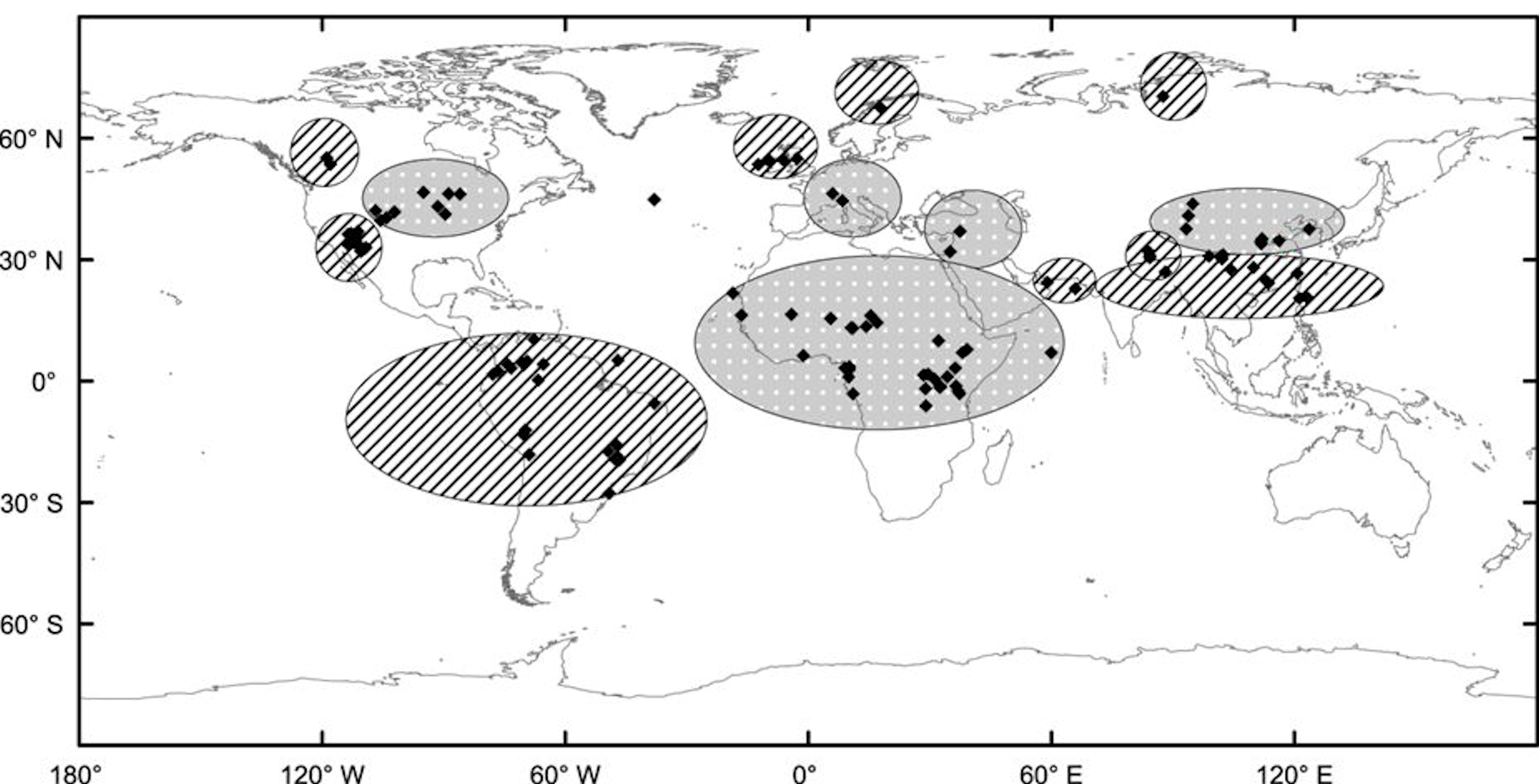
توزیع جهانی رخداد 4.2 هزارسال پیش. مناطق هاشوریده تحت تأثیر شرجیت یا سیل قرار گرفتند و مناطق نقطه چین تحت تأثیر خشکسالی یا ریزگرد قرار گرفتند

رخداد ۴٫۲ هزارسال پیش (به انگلیسی: 4.2-kiloyear event) اشاره به تغییرات اقلیمی دوران هولوسن است که حدود سال ۲۲۰۰ پیش از میلاد تمدن‌های جهانی را نابود یا متحول کرده‌است. این رخداد، آغاز عصر مگالاین را مشخص می‌کند.

## قحطی گسترده خاورمیانه
جنوب مرکزی شام، دو مرحله آب و هوای خشک را تجربه کرد که با یک فاصله مرطوب در بین آن دو مشخص شده و بنابراین رخداد ۴٫۲ هزارسال پیش در این منطقه یک رویداد W شکل نامیده شد.
توفند فزاینده گرد و غبار با قله δ۱۸ در بین‌النهرین از ۴۲۶۰ تا ۳۹۷۰ سال پیش ثبت شده‌است که مبین خشکسالی مزمن است. خشکسالی بین‌النهرین ممکن است با شروع سرما در اقیانوس اطلس شمالی مرتبط باشد.
شاهنشاهی اکد در ۲۳۰۰ پیش از میلاد دومین تمدنی بود که جوامع مستقل را در یک دولت واحد قرار داد (اولین آنها مصر باستان در حدود ۳۱۰۰ قبل از میلاد بود). ادعا شده‌است که فروپاشی اکدیان تحت تأثیر یک خشکسالی گسترده چند قرنی بوده‌است. شواهد باستان‌شناسی رها شدن گسترده دشت‌های کشاورزی شمال بین‌النهرین و هجوم چشمگیر پناهندگان به جنوب بین‌النهرین در حدود ۲۱۷۰ قبل از میلاد را مستند می‌کنند، که ممکن است دولت اکدی را تضعیف کرده باشد. دیواری به طول ۱۸۰ کیلومتر به نام «دفع عموری‌ها» در سراسر بین‌النهرین مرکزی ساخته شد تا از تهاجمات عشایری به جنوب جلوگیری کند. در حدود سال ۲۱۵۰ قبل از میلاد، قوم گوتیان که در اصل در کوه‌های زاگرس ساکن بودند، ارتش اکدی را شکست دادند، اکد را تصرف کردند و در حدود سال ۲۱۱۵ قبل از میلاد ویران کردند. تغییرات گسترده کشاورزی در خاور نزدیک در پایان هزاره سوم قبل از میلاد قابل مشاهده است. اسکان مجدد دشت‌های شمالی توسط جمعیت‌های کم‌تحرک کوچکتر در نزدیکی سال ۱۹۰۰ قبل از میلاد، سه قرن پس از فروپاشی رخ داد.
در منطقه خلیج فارس تغییر ناگهانی در الگوی استقرار، سبک سفالگری و مقبره‌ها به وجود آمد. خشکسالی قرن ۲۲ قبل از میلاد پایان فرهنگ أُمّ النَّـار و تغییر فرهنگ وادی السوق است. مطالعه مرجان‌های فسیلی در عمان شواهدی را ارائه می‌دهد که نشان می‌دهد طولانی شدن فصل‌های زمستانی باد شمال هرمزگان، در حدود ۴۲۰۰ سال پیش، منجر به شور شدن مزارع آبی شده، که باعث کاهش چشمگیر تولید محصولات زراعی شد و باعث قحطی گسترده و در نهایت فروپاشی امپراتوری باستانی اکدیان شد.